# Ksamiløerne
Ksamiløernewq (albansk: Ishuj të Ksamilit or Ishuj të Tetranisit), består af fire små klippeøer elle holme i Det Ioniske Hav i det sydlige Albanien. Landsbyen Ksamil, som øerne er opkaldt efter, ligger på halvøen mod øst. Øerne er en del af Butrint Nationalpark.
Holmene ligger yderst mod syd for den albanske riviera ved Det Ioniske Hav. De er fjerntliggende og kan kun tilgås med båd. De samlede areal af de fire øer er kun 8,9 hektar. De to ydre øer er forbundet med en smal sandtange. Geologisk er øerne blevet formet til sin nuværende form i jura-tiden med dens adskillelse af fastlandet på grund af vandaktiviteten.
Holmene ligger phytogeografisk i de illyriske løvskoves terrestriske økoregion i de palearktiske middelhavsskove, skovområder og kratbiom . Øernes vegetation inkluderer mange biotoper af middelhavstype, Havgræsserne langs kysten er domineret af posidonia oceanica, halophila stipulacea og cymodocea nodosa. Posidonia oceanica er almindelig i det lave vand og kan strække sig mere ned til mere end 30 meter i dybden. Den skovklædte areal er hovedsageligt dækket af arter såsom steneg, rødel, elm, laurbærtræet og myrte. De marine områder er rige på orskellige hvaler, herunder f.eks. almindelig delfin og øresvin .